# Carl Helmut Steckner
Carl Helmut Steckner (* 30. März 1916 in Halle (Saale); † 14. November 2003 in Hamburg) war ein deutscher Maler, Fotograf, Journalist und Regionalforscher.

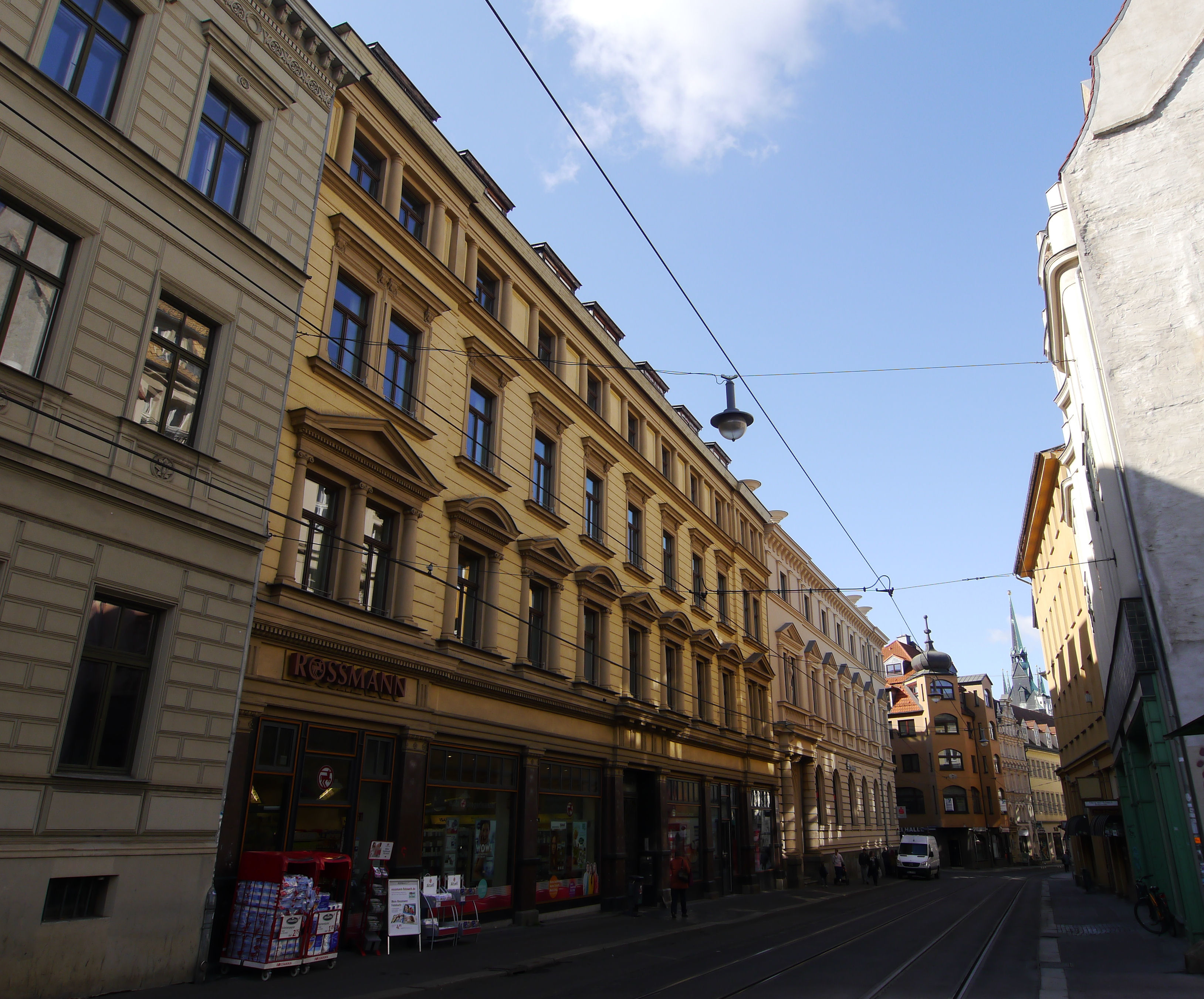
Große Steinstraße in Richtung Markt, links Haus Nr. 74, ehemals Firmensitz des Kaufmanns Richard Steckner

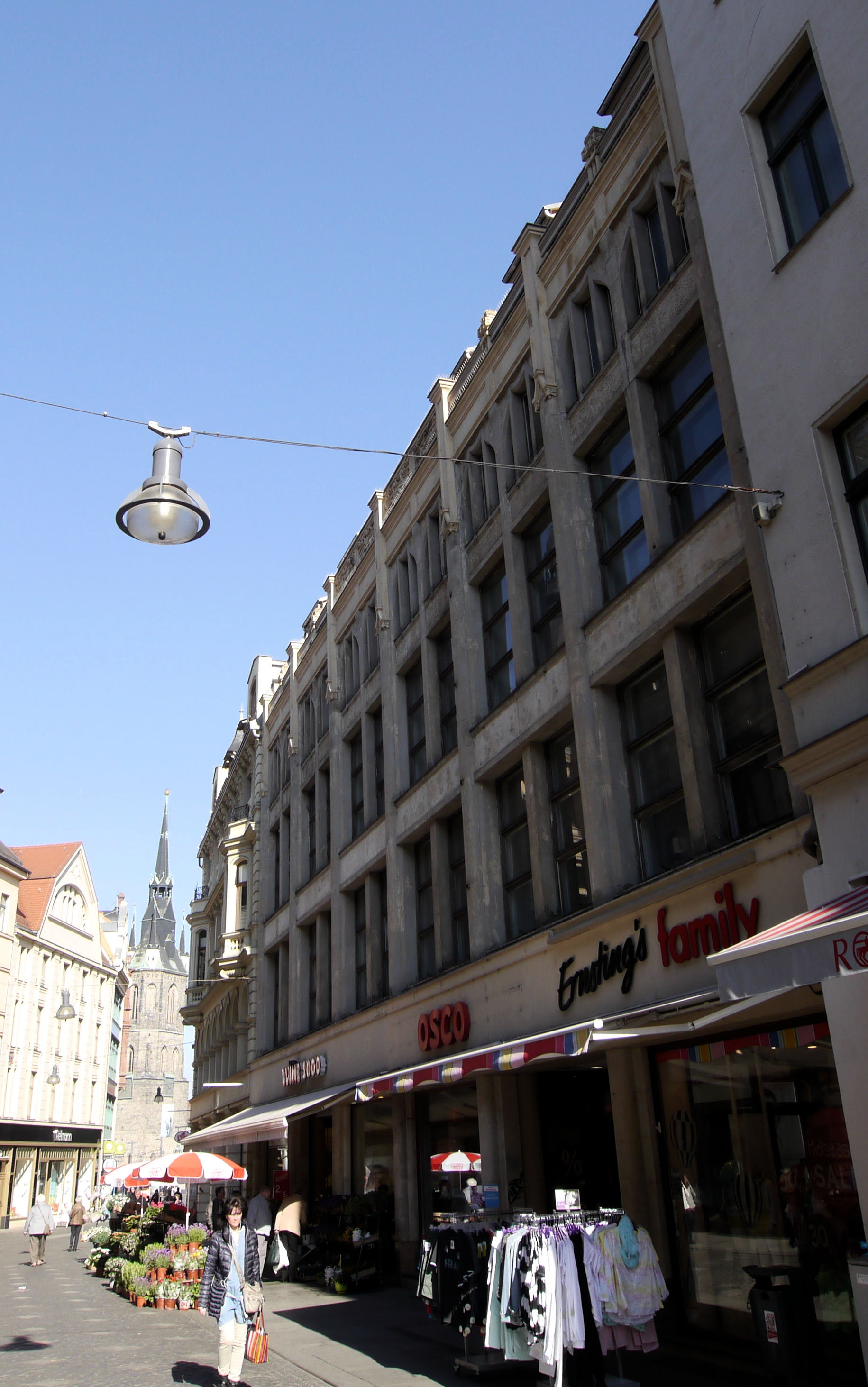
Leipziger Straße in Richtung Markt, rechts Haus Nr. 6, ehemals Weddy-Poenicke & Steckner AG.

## Leben
Der an der Universität zu Köln ausgebildete Diplomkaufmann war bestimmt, die in Halle und in Hamburg ansässige und international tätige Industrietextilfirma Steckner zu übernehmen. Seine künstlerischen Interessen ließen ihn zum Schüler u. a. von Charles Crodel an der Burg Giebichenstein und Assistenten an der Berliner Bauakademie werden. Er schuf Wand- und Glasmalereien (u. a. St. Martin in Muffendorf und St. Bonifatius in Fulda-Horas), fotografierte für seine Veröffentlichungen und illustrierte Bücher (u. a. Herbert Hoffmann/Vera v. Claer: Antiker Gold- und Silberschmuck (1986)); sein Tätigkeitsschwerpunkt lag in der Erforschung der Geschichte des Ortenaukreises bzw. des Hanauerlandes in seinem Straßburger Kontext. Dazu übersetzte er 1979 Gallien. Leben und Kultur in römischer Zeit von Paul-Marie Duval für Reclam, übersetzte archäologische, historische und volkskundliche Museumskataloge von Straßburg und Weissenburg, veröffentlichte kulturgeschichtliche Buchbeiträge sowie Aufsätze u. a. in der Zeitschrift Die Ortenau. Er wirkte in der Bodendenkmalpflege mit, engagierte sich in den Museen Straßburgs und beim Aufbau des Museums Breisach und des Stadtmuseums der von ihm erforschten Festungsstadt Kehl, die Festung Kehl.
Am 20. Oktober 1996 ernannte ihn der Historische Verein für Mittelbaden in Würdigung seiner Verdienste um die Geschichte der Ortenau und um den Gesamtverein zum Ehrenmitglied. Dementsprechend ist Steckner 2010 in der Vereins-Festschrift gewürdigt. Der 2004 erschienene archäologische Stadtkataster Kehl ist ihm gewidmet. Sein Forschungsnachlass liegt im Stadtarchiv Kehl.

### Stadtbild Kehl
Ein Hauptanliegen Steckners war seit den 1970er Jahren der Erhalt des Stadtbildes von Kehl. Der festungs- und stadtgeschichtliche Nachlass Carl Helmut Steckner bildet einen Grundstock des Kehler Stadtarchivs:
Seit 1771 hatte der Markgraf von Baden (1728–1811) die Entfestigung des geerbten Gebietes der Festung Kehl angestrebt, 1773/1774 die Stadt Kehl gegründet und seit 1780 durch Verpachtung der Festung an die Pariser „Société littéraire typographique“ in Verbindung mit Pierre Augustin Caron de Beaumarchais (1732–1799) auch hier die Entfestigung durchgesetzt. Seitdem war Kehl die Bücherfabrik der europäischen und badischen Aufklärung.
1815 vollendete Friedrich Weinbrenner (1766–1826) die Entfestigung und gab der Stadt bauliche Regeln, die im Laufe der Zeit das Stadtbild formten, wie es Steckner 1979 zur Erläuterung des „Rahmenplan Stadtkern Kehl“ dargestellt hat.
Der im Januar 1977 von der Stadt Kehl vorgelegte Rahmenplan hatte nach dem Maßnahmenplan 1:1000 den Erhalt des darin ausgewiesenen Stadtbildes zum Ziel, sah ferner ein Farbleitbild vor und eine Gestaltungssatzung. Auf dieser Grundlage schützt die 2004 verabschiedete Gestaltungssatzung in der Fassung von 2020 das Stadtbild von Kehl:
- Cornelius Steckner: Straßburg und Kehl | Goethe und Beaumarchais. Kehl 1771–2021. 250 Jahre Baden (Kehl I), Köln 2021

- Carl Helmut Steckner – Cornelius Steckner: „Rathausplatz und Stadtbild Kehl“ (Kehl II), Köln 2021

## Familie Steckner
Die Steckners waren eine in Mücheln (Steckner-Haus von 1750), Leipzig (Steckner-Passage Petersstraße/Thomasgasse) und in Halle (Saale) ansässige Kaufmanns- und Bankiersfamilie. (Bankgebäude der Deutschen Bank am Markt, früher Reinhold Steckner) Der Kaufmannsfamilie gehörte „Steckners Weinberg“, heute Steinmeister-Weinberg bei Naumburg (Saale). Auch „Steckner's Berg“ bei Merseburg erinnert an die Familie.
An Stiftungen der Familie haben sich Gemälde (zudem von Carl Helmut Steckner bewahrte kunstgeschichtlich bedeutsame Architekturteile aus der Stadt Halle) in der Moritzburg (Halle) und im Stadtmuseum Halle erhalten. Zu den Familienstiftungen gehört auch der Stecknerweg.

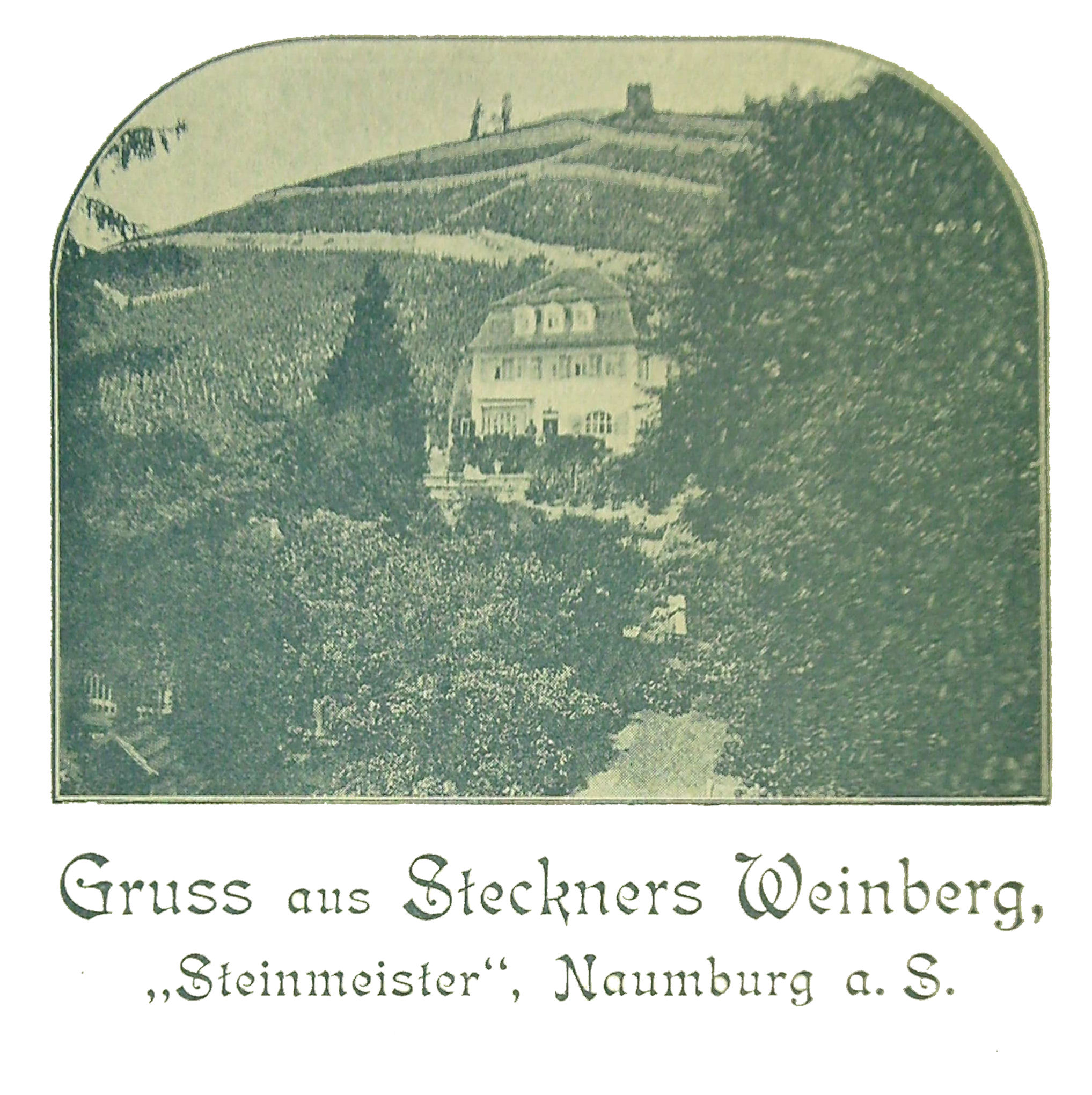
Steckners Weinberg, Steinmeister, Naumburg / Saale, das Weingut des Kaufmanns Richard Steckner (1853–1912)

### Bauten
- Weddy-Poenicke & Steckner AG. Halle, Leipziger Str. 6[16]
- Ehemalige Textilfabrik Steckner, Halle, Viehhofstraße 2
- Wohn- und Kontorhaus Steckner mit Café Bauer, Halle, Große Steinstraße 58
- Villa Steckner, Halle, Neuwerk 7, seit 1975 Fachbereich Design und Verwaltung der Kunsthochschule Burg Giebichenstein
- Bankhaus Steckner am Markt in Halle
- Steckner-Passage in Leipzig (zerstört)
- Steckners Weinberg, Weinberg des Kaufmanns Richard Steckner (1853–1912) bei Naumburg, Lage Steinmeister; Weinberghaus aus dem 18. Jahrhundert mit Anbauten nach 1895[17]
- Erbbegräbnis Richard Steckner, Stadtgottesacker Halle

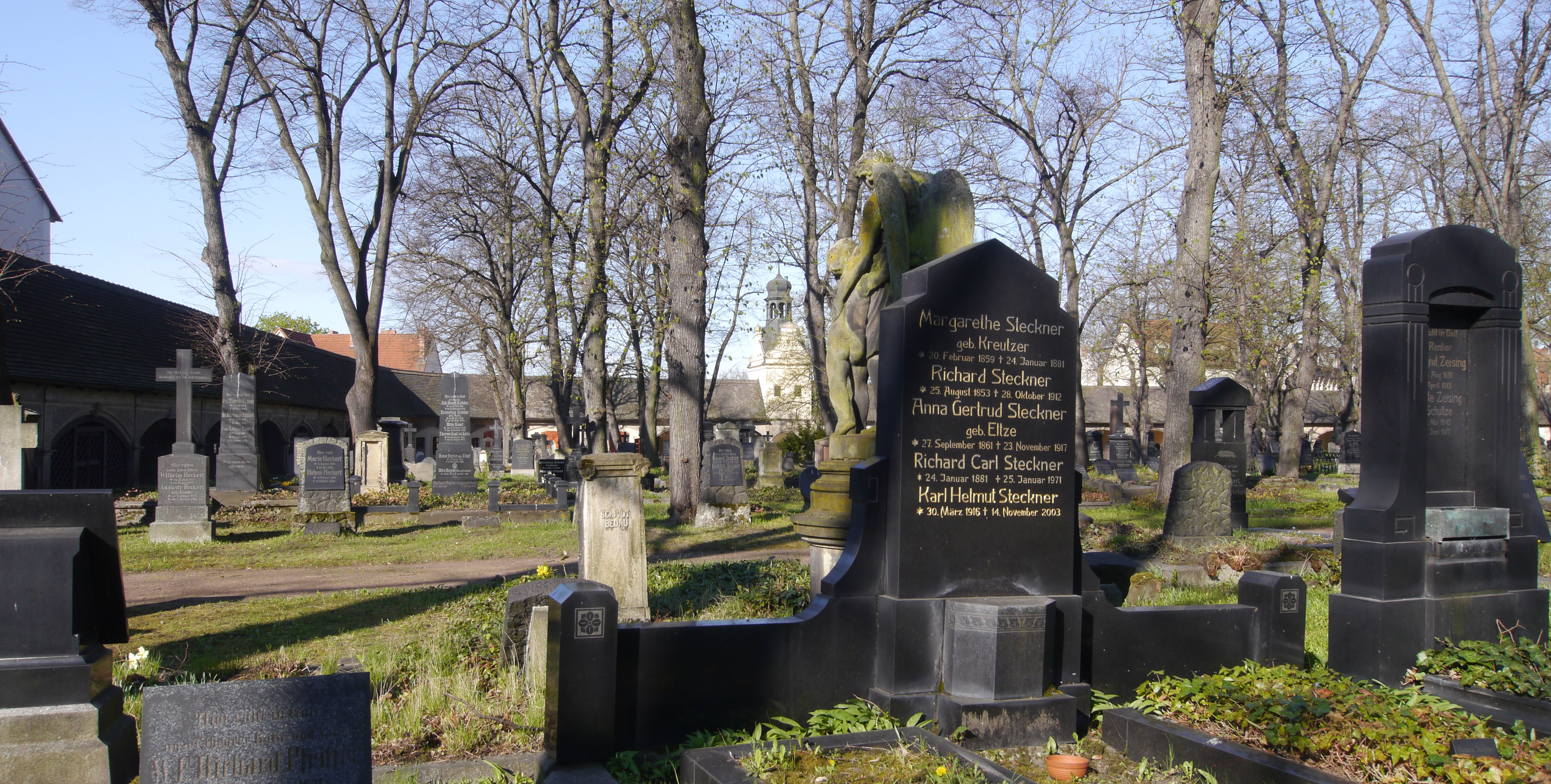
Erbbegräbnis Richard Steckner (1853–1912) auf dem Stadtgottesacker

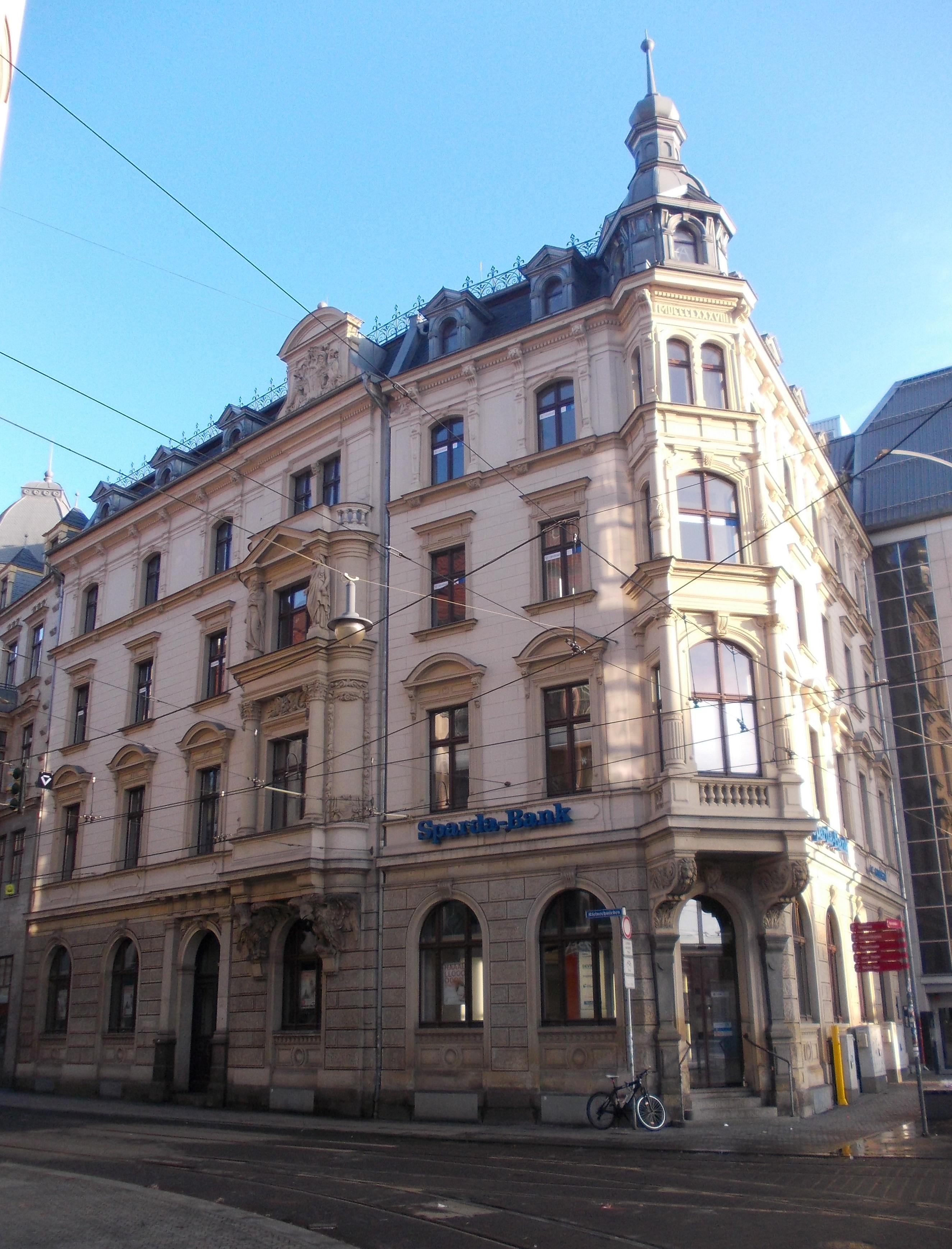
Bankhaus Reinhold Steckner, Halle

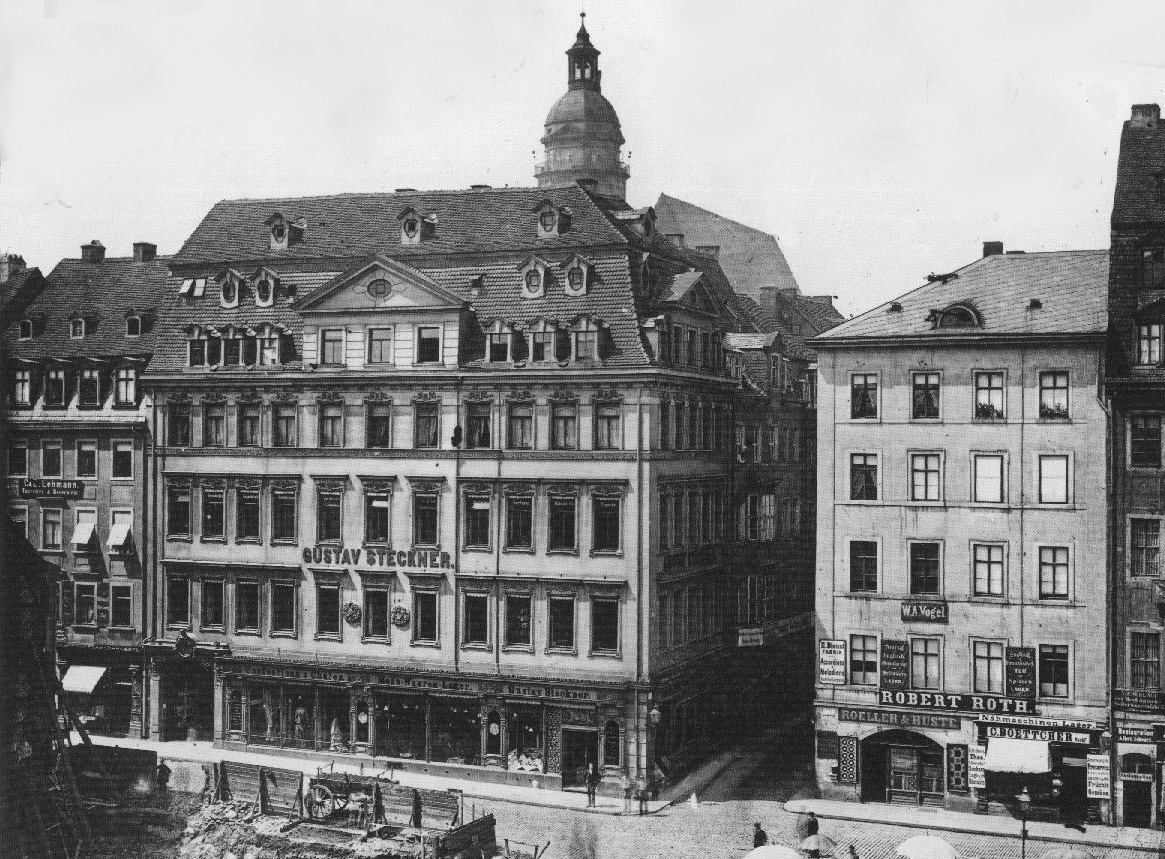
Geschäftshaus Gustav Steckner mit der 1875 von Ottomar Jummel entworfenen Steckner-Passage, Leipzig (zerstört 1943)